# マイルス・デイヴィス・オールスターズ Vol.1
マイルス・デイヴィス・オールスターズ Vol.1（Miles Davis Volume 1）は、ジャズトランペット奏者マイルス・デイヴィスのアルバム。1955年リリース。ヤング・マン・ウィズ・ア・ホーンから4曲、マイルス・デイヴィス Vol.2から5曲、未発表別テイク3曲を収録。レコード番号BLP1501。

## 収録曲

### A面
1. テンパス・フュージット - Tempus Fugit
2. ケロ - Kelo
3. エニグマ - Enigma
4. レイズ・アイデア - Ray's Idea
5. ハウ・ディープ・イズ・ジ・オーシャン - How Deep Is The Ocean
6. C.T.A.（別テイク） - C.T.A.(alt. take)

### B面
1. ディア・オールド・ストックホルム - Dear Old Stockholm
2. チャンス・イット - Chance It
3. イエスタデイズ - Yesterdays
4. ドナ（別テイク） - Donna(alt. take)
5. C.T.A. - C.T.A.
6. ウディン・ユー（別テイク） - Would'n You(alt. take)

## 演奏メンバー

### 1952年5月9日録音（A-5、B-1,2,3,4,6)
- マイルス・デイヴィス - トランペット
- ジャッキー・マクリーン - アルト・サックス（ただしA-5、B-3には不参加）
- J・J・ジョンソン - トロンボーン（ただしA-5、B-3には不参加）
- ギル・コギンス - ピアノ
- オスカー・ペティフォード - ベース
- ケニー・クラーク - ドラムス

### 1953年4月20日録音（A-1,2,3,4,6、B-5）
- マイルス・デイヴィス - トランペット
- J・J・ジョンソン - トロンボーン
- ジミー・ヒース - テナー・サックス
- ギル・コギンズ - ピアノ
- パーシー・ヒース - ベース
- アート・ブレイキー - ドラムス